# アルベルト・アスカリ
アルベルト・アスカリ（Alberto Ascari, 1918年7月13日 - 1955年5月26日）は、イタリア・ミラノ生まれのレーシングドライバーであり、1952年・1953年のF1ワールドチャンピオン。アルベルト･アスカーリとも表記される。
ニックネームは出身地にちなみ「フライング・ミラン（空飛ぶミラノ人）」、もしくは「チッチョ（太っちょ）」。

## 経歴
1920年代にアルファロメオで活躍したドライバー、アントニオ・アスカリを父に持つ。アスカリは幼い頃、父にレーシングカーの横に乗せられ、モンツァ・サーキットのコースを走って貰ったことがあるが、これが忘れられない出来事となったという。しかし父は1925年にクラッシュで他界した。
アスカリは1929年に11歳で2輪の草レースを優勝。その後暫くは2輪レースに没頭していたが、1940年にアウト・アヴィオ・コストルツィオーニ（フェラーリの前身となる会社）のティーポ815で1940年のミッレミリアに出場。4輪レーサーとしての経歴が始まるが、第二次世界大戦の勃発により活動を一時中断した。戦時中はイタリア軍関連の輸送業を営み、ビジネスパートナーのルイジ・ヴィロレージと師弟関係を築く。以後ふたりはチームメイトとして行動を共にした。
戦後の1947年から再び表舞台に登場し、マセラティのセミワークスチームで活躍した後、1949年にはスクーデリア・フェラーリに加入する。スイスグランプリでフェラーリの国際グランプリ初優勝を達成。モンツァ・サーキットで行われたヨーロッパグランプリでも優勝し、イタリアを代表するドライバーとして認められた。

## 成績

### 1950年
1950年よりF1世界選手権が創設され、アスカリは第2戦モナコグランプリから出走を開始。初出走レースで2位という成績を収めるなど、シリーズランキング5位となった。

### 1951年
1951年のF1では、第6戦ドイツグランプリで初のポールポジション（以下PP）を獲得し、決勝でも優勝。初優勝をポールトゥーウィンで飾った。これを含め2勝2PPを記録し、ランキングでファン・マヌエル・ファンジオに次ぐ2位となった。

### 1952年

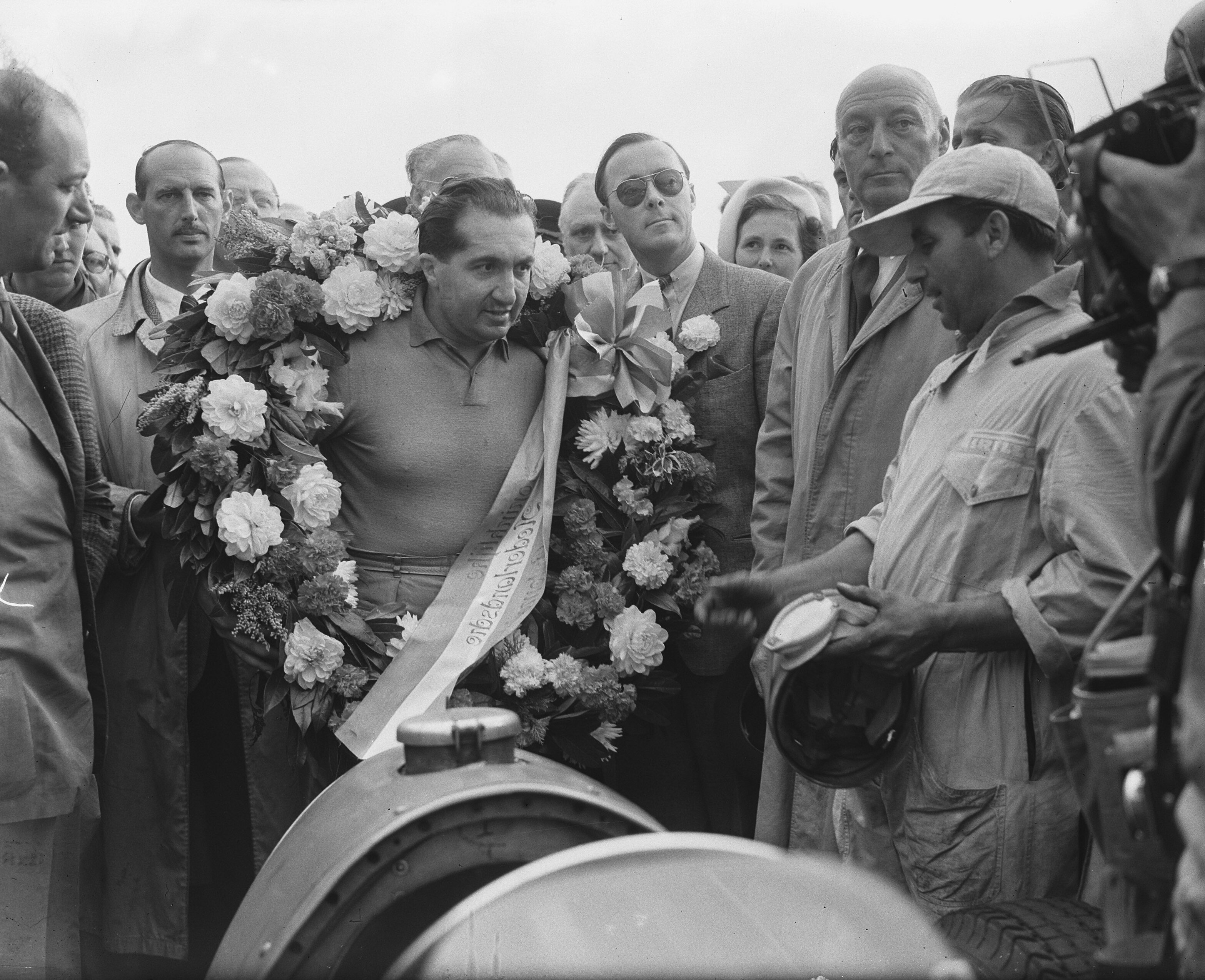
1952年オランダGP表彰式

1952年のF1では圧倒的な強さを見せ、参戦した7戦中6戦で優勝。優勝したレースでは全てファステストラップ（以下FL）を記録し、そのうち5度はポールトゥーウィンという成績で、フェラーリドライバーとして初のF1チャンピオンとなる。

### 1953年
1953年のF1でも8戦中5勝・2PP・5FLの成績でチャンピオンとなり、シリーズ初の連覇を達成した。

### 1954年

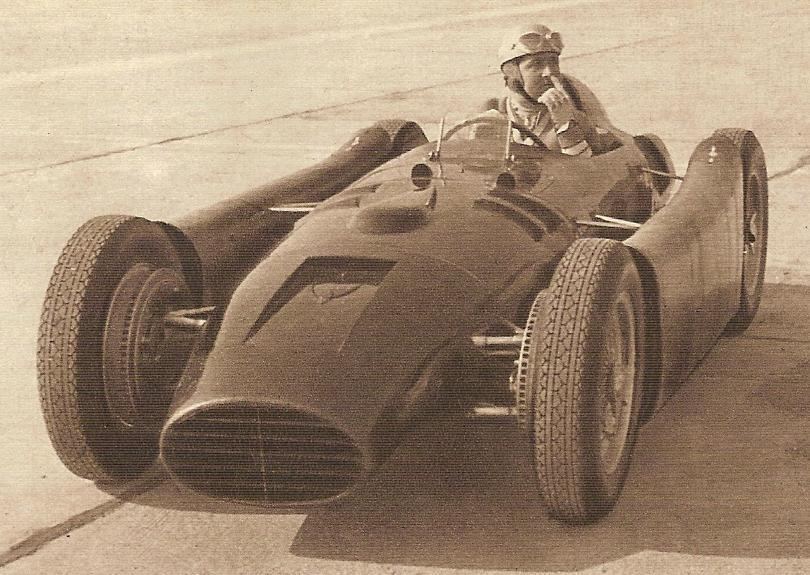
ランチア時代（1954年）

1954年のF1ではフェラーリを離れランチアと契約するが、マシン開発が遅れ、実際にチームのマシンを駆ったのは最終戦のみとなった。中盤にマセラティから2戦、終盤にフェラーリからも1戦参戦しているが、欠場したレースが過半数を数え、完走なしでランキングは24位（2度のFLで獲得した2ポイント）。ほぼ1年を棒に振る結果となった。
1954年のミッレミリアで優勝した。

### 1955年
1955年のF1では第1戦アルゼンチングランプリから参加。予選2位からトップを奪うが、22周目に事故でリタイヤした。そして第2戦モナコグランプリでは、レース中にシケインでクラッシュし、マシンごと海に落ちるというアクシデントを起こす。この時は現場に待機していた潜水夫に救助され、鼻の骨を折りながらも奇跡的な生還を果たした。

#### 事故死

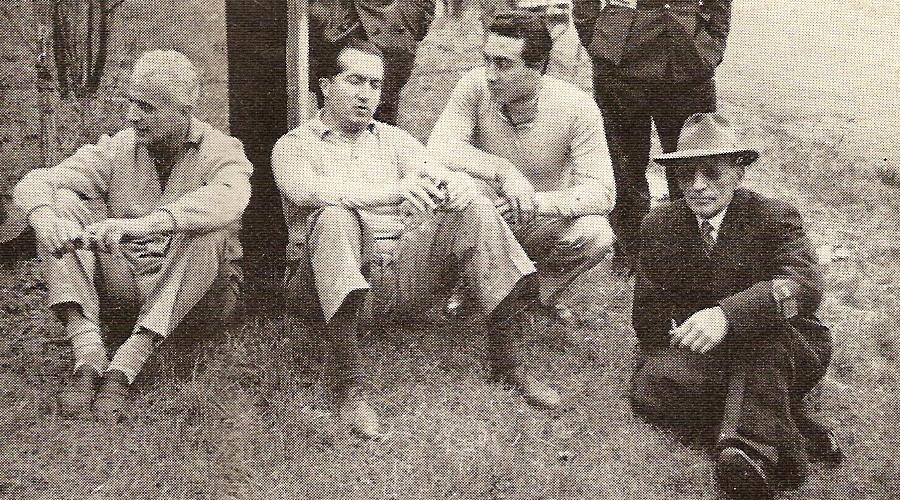
左からヴィッロレージ、アスカリ、キャステロッティ、技術者のヴィットリオ・ヤーノ。

モナコグランプリの4日後、アスカリは モンツァ・サーキットでのスポーツカーテストに現われた。エウジェニオ・キャステロッティとコンビを組んでフェラーリ・750モンツァで耐久レースに出場することが決まっており、モナコグランプリからの回復具合を確かめるため急遽ドライブを志願、マシンに乗り込むこととなった。アスカリは黒猫が目の前を横切ると、不吉と道を変えたほど信心深く、常に青いシャツと青いヘルメットを着用してレースに挑んでいた。しかし、この日はドライブする予定がなかったためヘルメットを持参しておらず、キャステロッティのヘルメットを借りてコースに出て行った。

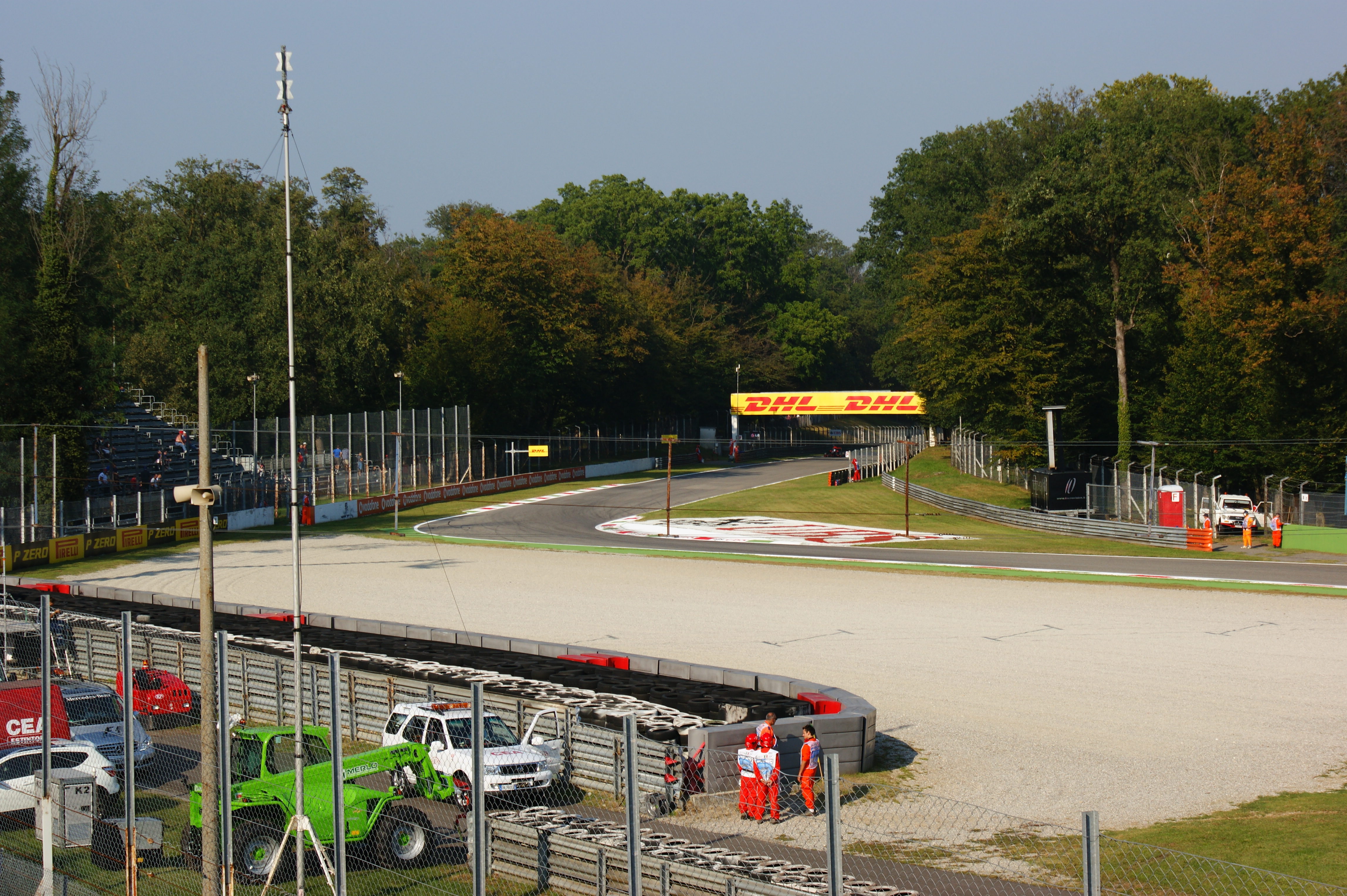
アスカリ・シケイン

しかしドライブから2周目、アスカリは突如急ブレーキを踏み、コースオフ。マシンはそのまま土手に乗り上げて宙を舞い地面に落下、そのはずみでアスカリはマシンから投げ出された。すぐに救急車で病院へ搬送されたが、その途中で死去。37歳で絶頂期だった。アスカリが急ブレーキを踏んだ理由は、50年以上経過した現在でも分かっていない。アスカリの事故が起こった直後、モンツァの従業員と思われる制服の人物が現場で目撃されてはいる。そこから推測された仮説も存在するが、あくまで仮説の域を出ていない。
父アントニオも同じ36歳で、同じ「26日」に事故死していたことから、このことがしばしば「アスカリ家の悲劇」として語られている。クラッシュした場所は、現在「アスカリ・シケイン」（Variante Ascari ）と呼ばれている。

## 1952 - 1953年のアスカリ
アスカリがチャンピオンを獲得した1952年・1953年は下記に示す通り、全17レース（出場15レース）中、優勝11回、ポールポジション11回、予選フロントロー14回、ファステストラップ11回と「圧勝」のシーズンであった。この2年間はアルファロメオの撤退によりF1規格の参加台数が足りず、F2レースで選手権が争われたが、F2マシンを保有していたフェラーリの独擅場となり、チームとしても（不参加のインディ500を除けば）14連勝の記録を残した。
（不参加のインディ500を除く）1952年から1953年にかけて記録した9戦連続優勝は、2013年にセバスチャン・ベッテルに並ばれ、2023年にマックス・フェルスタッペンが10戦連続優勝するまでF1史上最多連勝記録であった。
| 年     | 日付    | ラウンド | グランプリ   | 予選   | レース   | 2位との差(*) |
| ------ | ------- | -------- | ------------ | ------ | -------- | ------------ |
| 1952年 | 5月18日 | 1        | スイス       | 不出場 | 不出場   |              |
| 1952年 | 5月30日 | 2        | インディ500  | 19位   | リタイア |              |
| 1952年 | 6月22日 | 3        | ベルギー     | 1位    | 1位      | +1:55.200    |
| 1952年 | 7月6日  | 4        | フランス     | 1位    | 1位      | +1LAP        |
| 1952年 | 7月19日 | 5        | イギリス     | 2位    | 1位      | +1LAP        |
| 1952年 | 8月3日  | 6        | ドイツ       | 1位    | 1位      | +14.100      |
| 1952年 | 8月17日 | 7        | オランダ     | 1位    | 1位      | +40.100      |
| 1952年 | 9月7日  | 8        | イタリア     | 1位    | 1位      | +1:01.800    |
| 1953年 | 1月18日 | 1        | アルゼンチン | 1位    | 1位      | +1LAP        |
| 1953年 | 5月30日 | 2        | インディ500  | 不出場 | 不出場   |              |
| 1953年 | 6月7日  | 3        | オランダ     | 1位    | 1位      | +10.400      |
| 1953年 | 6月21日 | 4        | ベルギー     | 2位    | 1位      | +2:48.200    |
| 1953年 | 7月5日  | 5        | フランス     | 1位    | 4位      |              |
| 1953年 | 7月18日 | 6        | イギリス     | 1位    | 1位      | +1:00.000    |
| 1953年 | 8月2日  | 7        | ドイツ       | 1位    | 8位      |              |
| 1953年 | 8月23日 | 8        | スイス       | 2位    | 1位      | +1:12.930    |
| 1953年 | 9月13日 | 9        | イタリア     | 1位    | リタイア |              |

（*）優勝時の2位とのタイム差（優勝時以外はブランク）

## エピソード
- 典型的な先行逃げ切り型タイプであり、1度トップに立つとその後はその座を守り続けての優勝というパターンが多かった。
- F1創生期のドライバーにもかかわらず、アスカリを最後にイタリア人チャンピオンは誕生していない。

## レース戦績

### F1
| 年     | エントラント | シャシー | エンジン                | 1       | 2       | 3     | 4       | 5       | 6       | 7      | 8       | 9       | WDC  | ポイント        |
| ------ | ------------ | -------- | ----------------------- | ------- | ------- | ----- | ------- | ------- | ------- | ------ | ------- | ------- | ---- | --------------- |
| 1950年 | フェラーリ   | 125      | フェラーリ 125 1.5 V12s | GBR     | MON 2   | 500   | SUI Ret |         |         |        |         |         | 5位  | 11              |
| 1950年 | フェラーリ   | 275      | フェラーリ 275 3.3 V12  |         |         |       |         | BEL 5   | FRA DNS |        |         |         | 5位  | 11              |
| 1950年 | フェラーリ   | 375      | フェラーリ 375 4.5 V12  |         |         |       |         |         |         | ITA 2* |         |         | 5位  | 11              |
| 1951年 | フェラーリ   | 375      | フェラーリ 375 4.5 V12  | SUI 6   | 500     | BEL 2 | FRA 2†  | GBR Ret | GER 1   | ITA 1  | ESP 4   |         | 2位  | 25 (28)         |
| 1952年 | フェラーリ   | 375S     | フェラーリ 375 4.5 V12  |         | 500 Ret |       |         |         |         |        |         |         | 1位  | 36 (53 1⁄2)     |
| 1952年 | フェラーリ   | 500      | フェラーリ 500 2.0 L4   | SUI     |         | BEL 1 | FRA 1   | GBR 1   | GER 1   | NED 1  | ITA 1   |         | 1位  | 36 (53 1⁄2)     |
| 1953年 | フェラーリ   | 500      | フェラーリ 500 2.0 L4   | ARG 1   | 500     | NED 1 | BEL 1   | FRA 4   | GBR 1   | GER 8‡ | SUI 1   | ITA Ret | 1位  | 34 1⁄2 (46 1⁄2) |
| 1954年 | マセラティ   | 250F     | マセラティ 250F1 2.5 L6 | ARG     | 500     | BEL   | FRA Ret | GBR Ret | GER     | SUI    |         |         | 25位 | 1 1⁄7           |
| 1954年 | フェラーリ   | 625      | フェラーリ 625 2.5 L4   |         |         |       |         |         |         |        | ITA Ret |         | 25位 | 1 1⁄7           |
| 1954年 | ランチア     | D50      | ランチア DS50 2.5 V8    |         |         |       |         |         |         |        |         | ESP Ret | 25位 | 1 1⁄7           |
| 1955年 | ランチア     | D50      | ランチア DS50 2.5 V8    | ARG Ret | MON Ret | 500   | BEL     | NED     | GBR     | ITA    |         |         | NC   | 0               |

- 太字はポールポジション、斜字はファステストラップ。(key)
- * : 同じ車両を使用したドライバーに順位とポイントが配分された。（ドリーノ・セラフィーニ（英語版））
- † : 同じ車両を使用したドライバーに順位とポイントが配分された。（ホセ・フロイラン・ゴンザレス）
- ‡ : 同じ車両を使用したドライバーに順位とポイントが配分された。（ルイジ・ヴィロレーシ（英語版））

### ル・マン24時間レース
| 年     | チーム                   | コ・ドライバー       | 車両                                             | クラス | 周回数 | 総合 順位 | クラス 順位 |
| ------ | ------------------------ | -------------------- | ------------------------------------------------ | ------ | ------ | --------- | ----------- |
| 1952年 | スクーデリア・フェラーリ | ルイジ・ヴィロレーシ | フェラーリ・250 ベルリネッタ ヴィニャーレ        | S3.0   | -      | DNF       | DNF         |
| 1953年 | スクーデリア・フェラーリ | ルイジ・ヴィロレーシ | フェラーリ・340 MM ピニンファリーナ ベルリネッタ | S5.0   | 229    | DNF       | DNF         |

### セブリング12時間レース
| 年     | チーム                    | コ・ドライバー       | 車両          | クラス | 周回数 | 総合 順位 | クラス 順位 |
| ------ | ------------------------- | -------------------- | ------------- | ------ | ------ | --------- | ----------- |
| 1954年 | スクーデリア・ランチアCo. | ルイジ・ヴィロレーシ | ランチア・D24 | S5.0   | 87     | DNF       | DNF         |

### スパ24時間レース
| 年     | チーム                   | コ・ドライバー       | 車両                                             | クラス | 周回数 | 総合 順位 | クラス 順位 |
| ------ | ------------------------ | -------------------- | ------------------------------------------------ | ------ | ------ | --------- | ----------- |
| 1953年 | スクーデリア・フェラーリ | ルイジ・ヴィロレーシ | フェラーリ・375 MM ピニンファリーナ ベルリネッタ | S      | 216    | DNF       | DNF         |

### ミッレミリア
| 年     | チーム                         | コ・ドライバー           | 車両                                         | クラス   | 総合 順位 | クラス 順位 |
| ------ | ------------------------------ | ------------------------ | -------------------------------------------- | -------- | --------- | ----------- |
| 1940年 | アルベルト・アスカリ           | ジョヴァンニ・ミノッツィ | アウト・アヴィオ・コストルツィオーニ 815     | 1.5      | DNF       | DNF         |
| 1948年 | スクーデリア・アンブロジアーナ | グエリーノ・ベルトッキ   | マセラティ・A6GCS                            | S2./+2.0 | DNF       | DNF         |
| 1950年 | スクーデリア・フェラーリ       | セネージオ・ニコリーニ   | フェラーリ・275 S ベルリネッタ ツーリング    | S+2.0    | DNF       | DNF         |
| 1951年 | スクーデリア・フェラーリ       | セネージオ・ニコリーニ   | フェラーリ・アメリカ ベルリネッタ ツーリング | S/GT+2.0 | DNF       | DNF         |
| 1954年 | スクーデリア・ランチア         | -                        | ランチア・D24                                | S+2.0    | 1位       | 1位         |

### カレラ・パナメリカーナ
| 年     | チーム                               | コ・ドライバー             | 車両                                             | クラス | 総合 順位 | クラス 順位 |
| ------ | ------------------------------------ | -------------------------- | ------------------------------------------------ | ------ | --------- | ----------- |
| 1951年 | セントロ・デポルティーボ・イタリアン | ルイジ・ヴィロレーシ       | フェラーリ・212 インター ヴィニャーレ            | IC     | 2位       | 2位         |
| 1952年 | インドゥストリア・1-2-3              | ジュゼッペ・スコトゥッツィ | フェラーリ・340 メキシコ ヴィニャーレ スパイダー | S      | DNF       | DNF         |

### カサブランカ12時間レース
| 年     | チーム                   | コ・ドライバー               | 車両                         | クラス | 総合 順位 | クラス 順位 |
| ------ | ------------------------ | ---------------------------- | ---------------------------- | ------ | --------- | ----------- |
| 1953年 | スクーデリア・フェラーリ | カシミーロ・ジ・オリヴェイラ | フェラーリ・375 MM           | S+2.0  | DNS       | DNS         |
| 1953年 | スクーデリア・フェラーリ | ルイジ・ヴィロレーシ         | フェラーリ・500 モンディアル | S2.0   | 2位       | 1位         |

### インディアナポリス500
| 年     | シャシー                   | エンジン   | スタート | フィニッシュ | チーム                   |
| ------ | -------------------------- | ---------- | -------- | ------------ | ------------------------ |
| 1952年 | フェラーリ・375 スペシャル | フェラーリ | 19       | 31           | スクーデリア・フェラーリ |